# Бамбара
Бамбара (известни още като Бамана и Банмана) са етническа група от групата манде, която обитава предимно райони на Западна Африка, особено южната част на Мали, Гвинея, Буркина Фасо и Сенегал. Днес те съставляват най-голямата етническа подгрупа манде в Мали, като 80% от населението говори езика бамбара, независимо от етническата им принадлежност.

## Етноним
Според „Енциклопедията на Африка“ „Бамбара“ означава „вярващ“ или „неверник“. Групата получава името, защото се противопоставя на исляма, след като религията е въведена през 1854 г. от завоевателя на Тукулор Ел Хадж Умар Тал.

## История
Бамбара възниква като кралска част от народа Мандинка. Те са основатели на Малийската империя през 13-ти век. Мандинка и Бамбара са част от етно-лингвистичната група Манде, чието разминаване е датирано от преди около 7000 години и клоновете, на която са свързани с места близо до Тичит (сега част от Сахара в Южна Мавритания), където градските центрове започват да се появяват още през 2500 г. пр.н.е. До 250 г. пр.н.е. подгрупите Манде и Бозо, основават град Джене. Между 300 г. и 1100 г. сл. Хр., Сонинке Манде доминира в Западно Мали, водейки Ганайската империя.
Въпреки че има малък консенсус сред съвременните историци и етнолози относно произхода или значението на етнолингвистичния термин, препратки към името Бамбара могат да бъдат проследени от началото на 18 век. В допълнение към общата му употреба като препратка към етнолингвистична група, Бамбара е използван и за идентифициране на пленени африканци, които произхождат от вътрешността на Африка, вероятно от горния регион на Сенегал-Нигер и транспортирани до Америка през пристанища на брега на Сенегамбия. Още през 1730 г. на поста за търговия с роби в Горее, терминът Бамбара се отнася за роби, които вече са в услуга на местните елити или французите.
Израствайки от земеделски общности в Уасулу, между Сикасо и Кот д'Ивоар, събратствата от Бамана (наречени Тонс) започват да развиват държавна структура, която се превръща в империя Бамбара и по-късно империя Мали. В рязък контраст с техните съседи мюсюлмани, щата Бамана практикува и формализира традиционната политеистична религия, въпреки че мюсюлманските общности остават мощни на местно ниво, ако бъдат изключени от централната държава в Сегу.
Бамана се превъръща в доминиращата културна общност в западно Мали. Езикът бамбара, взаимно разбираем с езиците мандинг и дюла, се превръща в основния междуетнически език в Мали и един от официалните езици на държавата наред с френския.